# Georges Bernardi
Pour les articles homonymes, voir Bernardi.
 (janvier 2019).
Si vous disposez d'ouvrages ou d'articles de référence ou si vous connaissez des sites web de qualité traitant du thème abordé ici, merci de compléter l'article en donnant les références utiles à sa vérifiabilité et en les liant à la section « Notes et références ».
Georges Bernardi est un entomologiste français d’origine russe, né le 13 avril 1922 et mort le 23 juillet 1999.

## Biographie
Ses parents doivent quitter la Russie en 1928 et viennent s’installer en France à Suresnes. Passionné dès son enfance par l’entomologie, il participe dès ses 16 ans aux séances de la Société entomologique de France. Il commence à travailler très jeune, en 1940, sa famille étant trop pauvre pour lui offrir des études. Il travaille d’abord dans l’usine qui emploie déjà son père avant d’être embauché par Eugène Le Moult (1882-1965) pour l’aider dans le traitement de ses collections ainsi que pour la rédaction de ses articles.
Cette collaboration s’achève dans une sévère discorde, Le Moult lui intente un procès sans succès, et Bernardi doit reprendre son travail à l’usine. Parallèlement, il consacre tous ses loisirs aux lépidoptères et travaille notamment sur les collections du laboratoire d’entomologie du Muséum national d'histoire naturelle, dirigé alors par Jean Bourgogne (1903-1999) et peut soutenir, en 1953, un diplôme d’études supérieures portant sur la classification des piérides malgaches. Le professeur Georges Teissier (1900-1972) lui donne alors un second sujet, comme c’était l’habitude alors, portant sur les variations géographiques des oiseaux et des lépidoptères. Il soutient en mars 1956 son deuxième diplôme jugé par Teissier, Pierre-Paul Grassé (1895-1985) et Germaine Cousin (1896-1992). Le jury décide, compte tenu de la qualité du travail réalisé, de transformer le diplôme d’études supérieures en doctorat d’université.
Ce diplôme lui permet alors d’entrer au CNRS en octobre 1956, d’abord comme attaché de recherches, puis comme chargé de recherches (1958) enfin comme maître de recherches (1962). Il travaille essentiellement sur la taxinomie évolutive. Il devient membre de la Commission internationale de nomenclature zoologique en 1972 et dirige à plusieurs reprises la Société de biogéographie. Sa collection et sa bibliothèque ont été léguées au Muséum.